# Alireza Faghani
Alireza Faghani (in persiano علیرضا فغانی‎; Kashmar, 21 marzo 1978) è un arbitro di calcio iraniano naturalizzato australiano.

## Carriera
Internazionale a partire dal 1º gennaio 2008, Faghani inizia stabilmente ad arbitrare nelle più importanti manifestazioni della confederazione asiatica, tra cui l'AFC Champions League e l'AFC Cup. Di quest'ultima competizione arriva a dirigere una semifinale nel 2010, mentre nel settembre 2011 ottiene per la prima volta la designazione per un quarto di finale di AFC Champions League.
Nel gennaio 2011 è convocato come riserva dall'AFC per la Coppa delle nazioni asiatiche in Qatar.
Nell'aprile 2012 viene inserito dalla FIFA in una lista di 52 arbitri preselezionati per i Mondiali 2014.
Nel dicembre 2012 è selezionato dalla FIFA come arbitro di riserva in vista della Coppa del mondo per club FIFA 2012.
Nel giugno del 2013 è selezionato dalla FIFA per prendere parte ai Mondiali Under 20 in Turchia. Nell'occasione, dirige una partita della fase a gironi e un ottavo di finale.
Nel dicembre del 2013 è selezionato dalla FIFA per prendere parte alla Coppa del mondo per club 2013 in Marocco, subentrando al posto dell'infortunato Ali Al Badwawi. Nella circostanza, viene designato dapprima per un quarto di finale e poi per la finale per il terzo posto.
Il 15 gennaio 2014 viene selezionato ufficialmente per i Mondiali 2014 in Brasile ma esclusivamente con funzioni di quarto ufficiale. Il 7 luglio 2014 termina la sua esperienza in Brasile, essendo tra gli arbitri mandati a casa a seguito del taglio effettuato dopo i quarti di finale e prima delle ultime quattro gare.
Nel gennaio 2015 è selezionato per la Coppa d'Asia 2015, manifestazione in cui si distingue per aver diretto ben cinque gare, culminate nella finalissima tra Corea del Sud e Australia. Precedentemente, aveva diretto tre gare della fase a gironi e un quarto di finale.
Nel novembre del 2015 viene selezionato per il Mondiale per club 2015. In questa manifestazione, dove fa la sua comparsa per la seconda volta dopo l'edizione del 2013, dirige la dapprima il match per il quinto posto e successivamente è designato per la finalissima tra gli argentini del River Plate e gli spagnoli del Barcellona.
Il 2 maggio 2016 viene ufficializzata la sua designazione per il Torneo Olimpico maschile di Rio de Janeiro 2016. Qui dirige due partite della fase a gironi (Messico - Germania 2:2 il 4 agosto e Brasile-Danimarca 4:0 il 10 agosto, entrambe a Salvador) ed è poi successivamente designato per la finalissima tra i padroni di casa del Brasile e la Germania,  in programma a Rio de Janeiro il 20 agosto 2016.
Nel maggio 2017 viene resa nota dalla FIFA la sua convocazione alla Confederations Cup 2017, in programma a giugno 2017 in Russia. Qui dirige una gara della fase a gironi e una semifinale.
Il 29 marzo 2018 viene selezionato ufficialmente dalla FIFA per i mondiali di Russia 2018. Dopo aver diretto due gare della fase a gironi ed un ottavo di finale, viene scelto per dirigere la finale per il 3º posto tra Inghilterra e Belgio a San Pietroburgo.